# Museu do Tropeiro (Ibatiba)
O Museu do Tropeiro é um museu instalado no município de Ibatiba, no interior do Espírito Santo, na região do Caparaó. Inaugurado em 2011, o museu traz diversas peças relacionadas ao movimento tropeiro na região, responsável por abrir estradas e estabelecer o comércio entre os povoamentos de imigrantes no interior do estado, região que é parte da Rota Imperial.

## História
O Casarão onde se encontra o museu foi construído em 1924 pelo imigrante libanês Salomão José Fadlalah, para servir de moradia para sua família, sendo parte dele também utilizada para comércio. Na década de 1960, quando só uma das filhas de José Fadlalah, Jane Fadlalah, vivia no local, uma parte do casarão foi destinada para uma escola primária.
Conhecido como Casarão Casarão da Família Fadlalah, ou Casarão da Dona Jane, o local foi doado pela família para a prefeitura, com o objetivo de preservar a memória da cidade. Ele mantém sua configuração original e é um representante da arquitetura da época, representando as fases de desenvolvimento da cidade de Ibatiba.

## Os Tropeiros

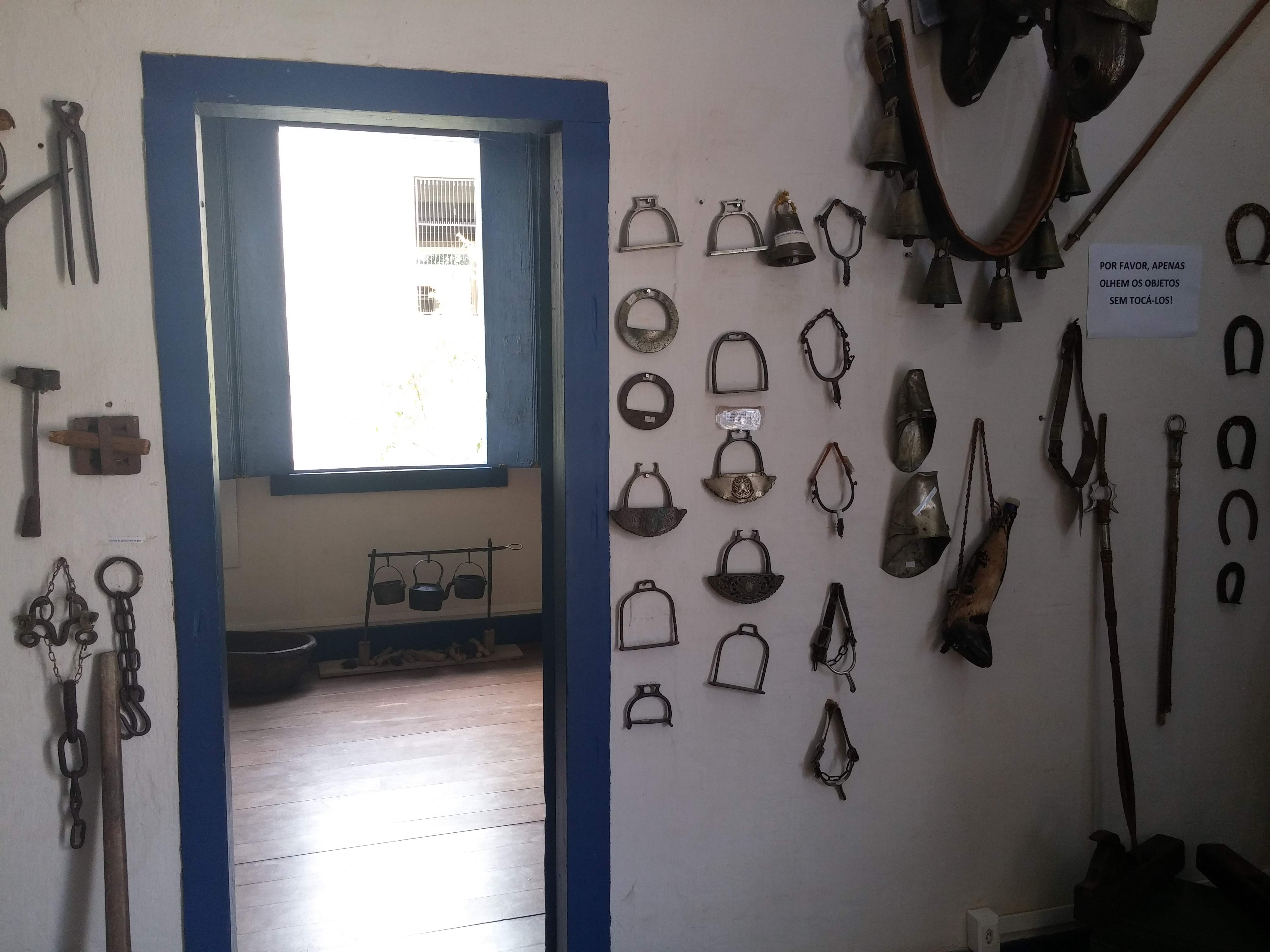
Peças utilizadas por tropeiros, encontradas no museu.

Os tropeiros eram pessoas que viajavam entre as vilas e cidades transportando objetos e alimentos para comercialização, ajudando na manutenção dessas povoações no interior do estado. O transporte era feito principalmente por mulas e burros, mas também cavalos, que também eram comercializados. Muitos dos tropeiros eram imigrantes, do Líbano e de outras regiões, como Salomão Fadlalah, que construiu o casarão.
No museu, é possível encontrar celas de cavalos, balaios de transporte de mercadorias, utensílios usados em cozinhas improvisadas durante as viagens, capas usadas para se proteger do frio e da chuva, e registros históricos como documentos, cartas e imagens.
Além da presença do museu, há outras iniciativas que buscam preservar esta história. No mês de setembro, a cidade realiza a Festa do Tropeiro e também a Caminhada do Tropeiro, eventos que buscam resgatar a história desses personagens. Ibatiba tem ainda o Circuito Caminho dos Tropeiros, que passa por locais de interesse histórico para a cultura local, como locais de hospedagem, alimentação e visitação.

## Visitação
O Museu do Tropeiro e o Monumento ao Tropeiro foram declarados Patrimônios Históricos e Culturais de Ibatiba no ano de 2013, fazendo assim com que eles tivessem mais investimento por parte da prefeitura.
O Museu do Tropeiro foi restaurado em 2020, para instalação de novo telhado, entre outras obras. Ele encontra-se aberto para visitação e não é necessário fazer agendamento, bastando comparecer ao local. Lá, é possível fazer uma visitação guiada para conhecer melhor as peças em exibição e a história da cidade. Os horários de visitação são de 7h às 11h e de 12h às 18h, de segunda a sexta-feira. Já nos fins de semana, o horário é de 12h às 18h.